# Psaume 13 (12)
Pour les articles homonymes, voir Psaume 12 (11) et Psaume 14 (13).
Le psaume 13 (12 dans la numérotation grecque) est attribué à David.

## Texte
| verset | original hébreu                                                 | traduction française de Louis Segond | Vulgate latine |
| ------ | --------------------------------------------------------------- | --- | --- |
| 1      | לַמְנַצֵּחַ, מִזְמוֹר לְדָוִד                                               | [Au chef des chantres. Psaume de David.] | [In finem psalmus David] |
| 2      | עַד-אָנָה יְהוָה, תִּשְׁכָּחֵנִי נֶצַח; עַד-אָנָה, תַּסְתִּיר אֶת-פָּנֶיךָ מִמֶּנִּי             | Jusques à quand, Éternel ! m’oublieras-tu sans cesse ? Jusques à quand me cacheras-tu ta face ?                                                      | Usquequo Domine oblivisceris me in finem usquequo avertis faciem tuam a me                                                                       |
| 3      | עַד-אָנָה אָשִׁית עֵצוֹת, בְּנַפְשִׁי-- יָגוֹן בִּלְבָבִי יוֹמָם;עַד-אָנָה, יָרוּם אֹיְבִי עָלָי | Jusques à quand aurai-je des soucis dans mon âme, et chaque jour des chagrins dans mon cœur ? Jusques à quand mon ennemi s’élèvera-t-il contre moi ? | Quamdiu ponam consilia in anima mea dolorem in corde meo per diem, usquequo exaltabitur inimicus meus super me                                   |
| 4      | הַבִּיטָה עֲנֵנִי, יְהוָה אֱלֹהָי; הָאִירָה עֵינַי, פֶּן-אִישַׁן הַמָּוֶת                 | Regarde, réponds-moi, Éternel, mon Dieu ! Donne à mes yeux la clarté, afin que je ne m’endorme pas du sommeil de la mort,                            | Respice exaudi me Domine Deus meus inlumina oculos meos ne umquam obdormiam in mortem                                                            |
| 5      | פֶּן-יֹאמַר אֹיְבִי יְכָלְתִּיו; צָרַי יָגִילוּ, כִּי אֶמּוֹט                         | Afin que mon ennemi ne dise pas : Je l’ai vaincu ! Et que mes adversaires ne se réjouissent pas, si je chancelle.                                    | Nequando dicat inimicus meus praevalui adversus eum qui tribulant me exultabunt si motus fuero                                                   |
| 6      | וַאֲנִי, בְּחַסְדְּךָ בָטַחְתִּי-- יָגֵל לִבִּי, בִּישׁוּעָתֶךָ:אָשִׁירָה לַיהוָה, כִּי גָמַל עָלָי    | Moi, j’ai confiance en ta bonté, j’ai de l’allégresse dans le cœur, à cause de ton salut ; je chante à l’Éternel, car il m’a fait du bien.           | Ego autem in misericordia tua speravi exultabit cor meum in salutari tuo cantabo Domino qui bona tribuit mihi et psallam nomini Domini altissimi |

## Usages liturgiques

### Dans le judaïsme
Le dernier verset du psaume est le 9e verset de la prière pesukei dezimra.

### Dans le christianisme

#### Chez les catholiques
Vers 530, saint Benoît de Nursie choisit ce psaume pour l'office de prime du jeudi, dans la règle de saint Benoît. Il s'agissait du premier psaume de cet office suivi des psaume 14 (13) et psaume 15 (14).
Dans la liturgie des Heures actuelle, le psaume 13 est récité ou chanté à l’office du milieu du jour le mardi de la première semaine.

## Mise en musique
En 1692, Michel-Richard de Lalande composa son grand motet en latin (S40) pour les offices à la chapelle royale du château de Versailles.
Contemporain de Michel-Richard de Lalande, Henry Desmarest a également composé un grand motet "Usquequo Domine".
Vers 1690, Marc-Antoine Charpentier a composé un "Usquequo Domine" H.196 pour 4 voix, flûte à bec, flûtes, et basse continue.
Franz Liszt a composé un Psaume 13 « Herr, wie lange ? » pour ténor, chœur mixte et orchestre (S 13) en 1855.
Brahms l'a mis en musique également pour chœur de femmes à 3 voix.

## Voir aussi

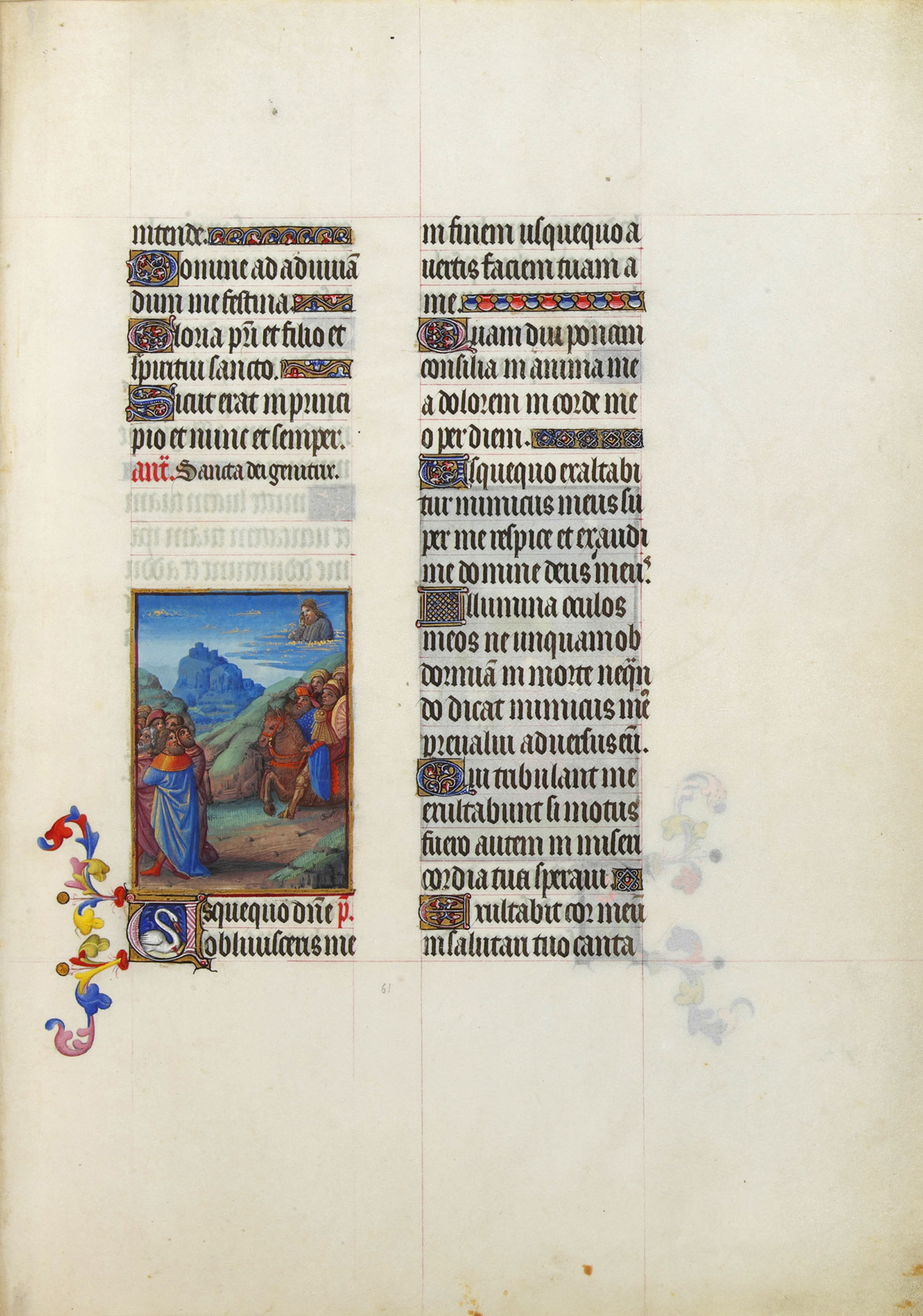
Page du psaume 13, Appel confiant, folio 61r des Très Riches Heures du duc de Berry, musée Condé, ms.65